# St. Martin (Weismain)

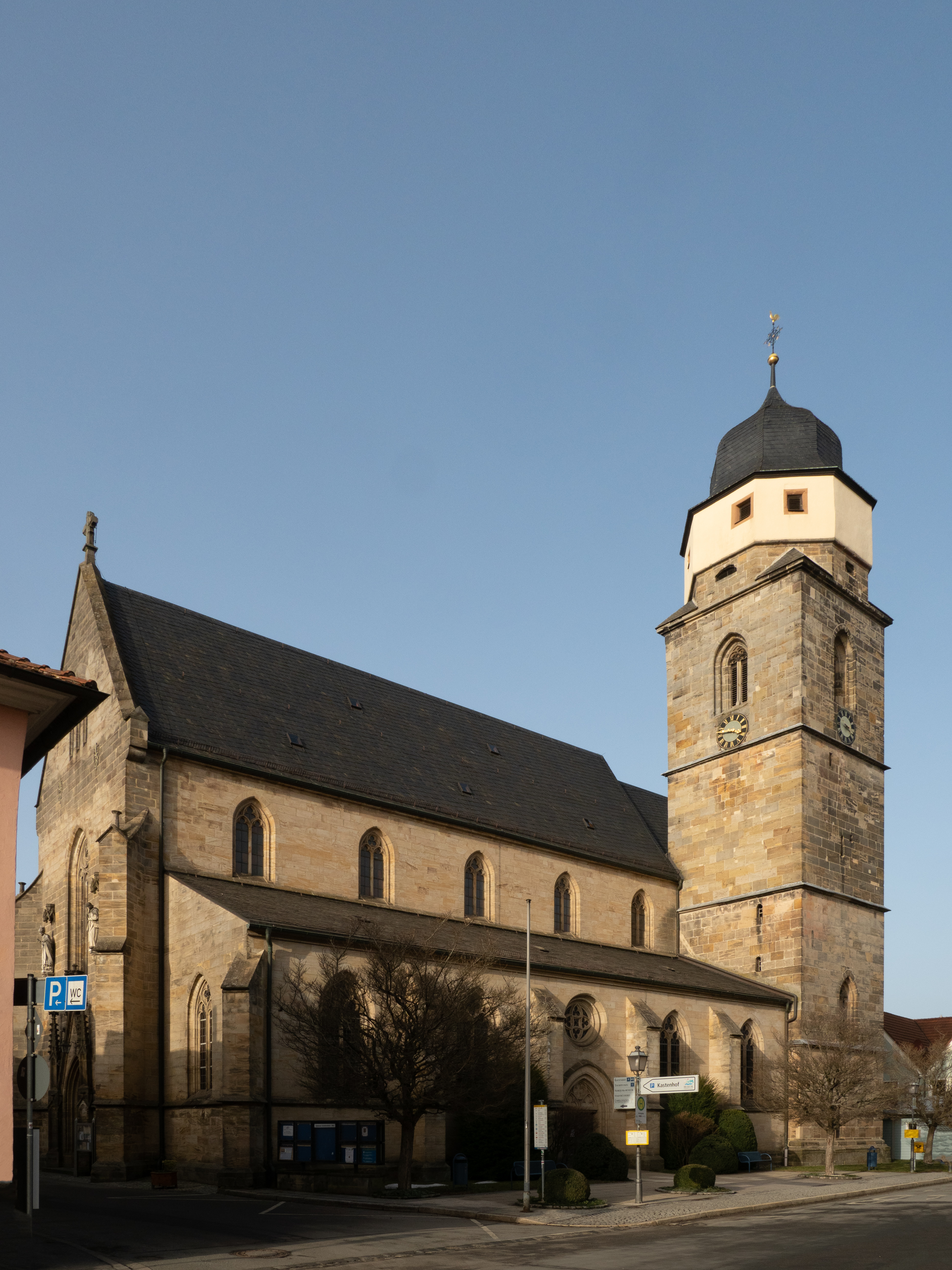
Katholische Pfarrkirche St. Martin in Weismain

Die römisch-katholische Pfarrkirche St. Martin in Weismain, einer Stadt im oberfränkischen Landkreis Lichtenfels, entstand als Basilika im Jahr 1891. Die Pfarrei gehört zum Seelsorgebereich Obermain-Jura im Dekanat Coburg des Erzbistums Bamberg.

## Geschichte
Aufgrund des Martinspatrozinium wird vermutet, dass die Kirche in der karolingischen Zeit gegründet wurde. Am 18. Juni 1248 erfolgte die erstmalige Erwähnung Weismains als Pfarrei. Der vermutlich schon größere Kirchenbau wurde 1430 im Verlauf der Hussitenkriege stark beschädigt. Der Kirchturm wurde danach 1460 neu errichtet. Der Chor folgte um 1500. Im Gewölbe des Chorraumes fand sich die Jahreszahl 1538. Um diese Zeit entstand auch ein neues Langhaus. Das Netzgewölbe des Chores folgte um 1600. Schlusssteine zeigen auch das Wappen der Familien Schwertmacher und Neydecker, die 1611 den Weimainer Bürgermeister stellten. Im 18. Jahrhundert erhielt die Kirche eine neue Ausstattung. Im Jahr 1887 musste das Kirchenschiff wegen Baufälligkeit geschlossen werden. In den Jahren 1890/1891 ließ die Gemeinde das alte Langhaus, eine dreischiffige, gewölbte Hallenkirche mit einem überhöhten Mittelschiff, nach Plänen des Kreisbaurates Anton Hurt zur Basilika in neugotischen Formen umbauen.:S. 186 Die Weihe des Langhauses vollzog am 20. September 1891 der Bamberger Erzbischof Joseph von Schork.
Die Nordwand der Sakristei wurde damals unter Entfernung von Stützpfeilern erneuert. Dies führte zu Schäden am Chorgewölbe. Der Einbau einer sichernden Stahlkonstruktion war 2010/2011 die Folge. Nach einer umfangreichen Außenrenovierung im Jahr 1970 wurde 1971 der Innenraum renoviert.

## Baubeschreibung
Die gegen Nordosten ausgerichtete Pfarrkirche steht im Nordteil der Stadt am langgestreckten Marktplatz. Der Außenbau besteht aus unverputzten Sandsteinquadern und ist ringsherum mit Strebepfeilern besetzt. Die Dächer sind verschiefert. Die Kirche hat am nordöstlichen Ende aus einem eingezogenen Chor mit Fünfachtelschluss und drei Jochen. Ein Netzgewölbe mit doppelt gekehlten Rippen überspannt den Raum. Der Schlussstein des Chorschlusses zeigt das Wappen des Chorstiftes Bamberg. Fünf spitzbogige Maßwerkfenster belichten den Chorraum, der drei Stufen höher liegt als das Langhaus. Das dreischiffige Langhaus besitzt fünf Achsen. Das Mittelschiff überspannt eine flache Holzdecke, die Seitenschiffe eine Kreuzrippendecke. Spitzbogige Arkaden, die auf Rundpfeilern ruhen, tragen die äußeren Längswände des Mittelschiffes, oberhalb vom Seitenschiff angeordnet. Spitzbogige, zweibahnige Maßwerkfenster belichten den Innenraum. In der westlichen Achse ist eine eingeschossige, hölzerne Orgelempore eingebaut. Das spitzbogige Portal in der Westfassade ist architektonisch gerahmt. Darüber befindet sich ein dreibahniges Maßwerkfenster, neben dem Sandsteinfiguren der Heiligen Martin und Jakobus stehen.:S. 186
Der 53 Meter hohe, rechteckige Chorflankenturm steht im südlichen Chorwinkel. Seine unverputzte Sandsteinfassade ist durch profilierte Gesimse in vier Geschosse geteilt. Darüber befindet sich ein achteckiger Oberbau, dessen oberes Geschoss verputzt und mit durch Holzlamellen geschlossenen Fenstern versehen ist. Eine verschieferte Kuppel von 1621 bildet den oberen Abschluss. Den Raum im Turmuntergeschoss überspannt ein Kreuzgratgewölbe, den im ersten Obergeschoss ein Sterngewölbe. Vom ersten Oberschoss führt eine Wendeltreppe, die innerhalb der Mauerstärke angeordnet ist, in das zweite Obergeschoss. Im dritten Obergeschoss befindet sich hinter allseitigen Schallfenstern mit zweibahnigem Maßwerk die Glockenstube.
Die Sakristei, ein eingeschossiger, kapellenartiger Anbau steht gegenüber dem Turm an der Nordseite des Chores.:S. 187

## Ausstattung

### Altäre

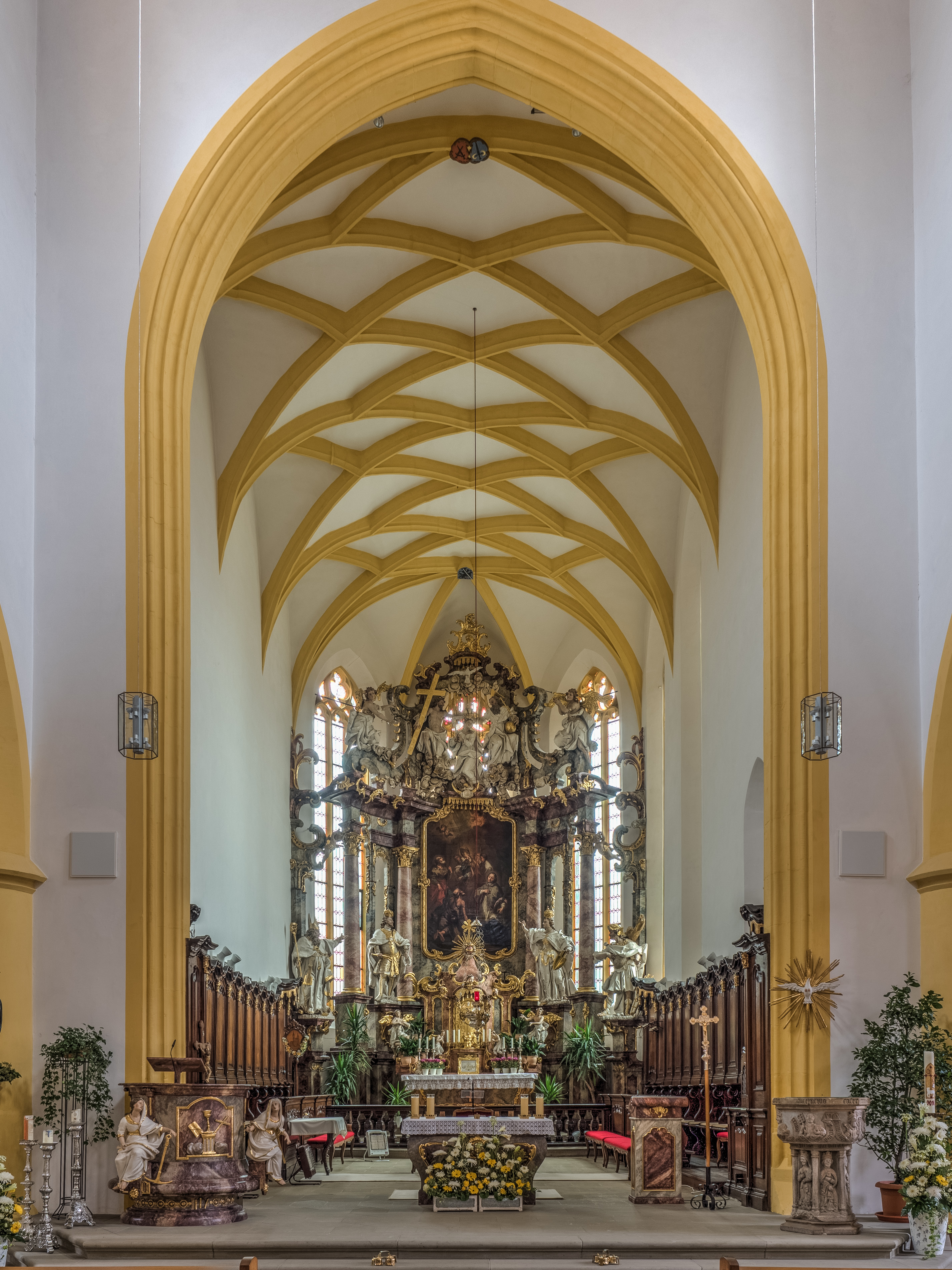
Chorraum

Der den ganzen Altarraum füllende Hochaltar entstand 1769/1769. Die Schreinerarbeiten sind von Franz Anton Thomas und die Bildhauerarbeiten von Johann Bernhard Kamm. Der Aufbau besteht aus marmoriertem Holz mit vergoldetem Rocailledekor. Das Altarblatt, 1768/1769 von Johann Joseph Scheubel dem Jüngeren gemalt, zeigt mittig den Kirchenpatron St. Martin als Bischof von Tours, zusammen mit dem heiligen Jakobus dem Älteren, dem zweiten Patron der Pfarrkirche und dem heiligen Johannes Nepomuk. Flankiert wird das Altarbild von den weiß golden gefassten Holzfiguren der Heiligen Heinrich und Kunigunde, den Bistumspatronen. Als seitliche Abschlüsse stehen auf Wandvorlagen mit Konsolen die Heiligen Otto, links, und Sebastian, rechts.:S. 187 Der Altarauszug stellt mit einer Figurengruppe die Marienkrönung, mit Gott Vater zur Rechten und Gott Sohn zur Linken und über allem schwebend der Heilige Geist in Gestalt einer Taube dar.
Die beiden spätbarocken Seitenaltäre entstanden um 1730/1740, die Altarblätter im 19. Jahrhundert. Der Aufbau besteht aus marmoriertem Holz. Das linke Altarblatt zeigt die Muttergottes, die auf der Mondsichel steht und eine Schlange zertritt. Sie ist eingerahmt von Holzfiguren des heiligen Joachim mit seiner Tochter Maria, links, und des heiligen Josef mit dem Jesusknaben. Der Auszug stellt das Marienmonogramm dar. Das rechte Altarblatt zeigt Christi Himmelfahrt, er lässt seine Mutter und Jünger zurück. Flankiert wird das Bild von den Holzfiguren der Heiligen Antonius von Padua und Johannes Nepomuk. Der Auszug stellt das Christkind und die vierzehn Nothelfer dar.:S. 188

### Kanzel
Die klassizistische Kanzel gestaltete Georg Hofmann 1798. Der marmorierte Holzaufbau hat einen runden Korb. Am wulstförmigen Sockelgesims befinden sich zwei Sitzfiguren, die die Tugenden Glaube und Hoffnung darstellen. Ein allegorisches Relief mit Altar, Kelch, Messbuch und Kreuz befindet sich dazwischen.:S. 190

### Taufbecken

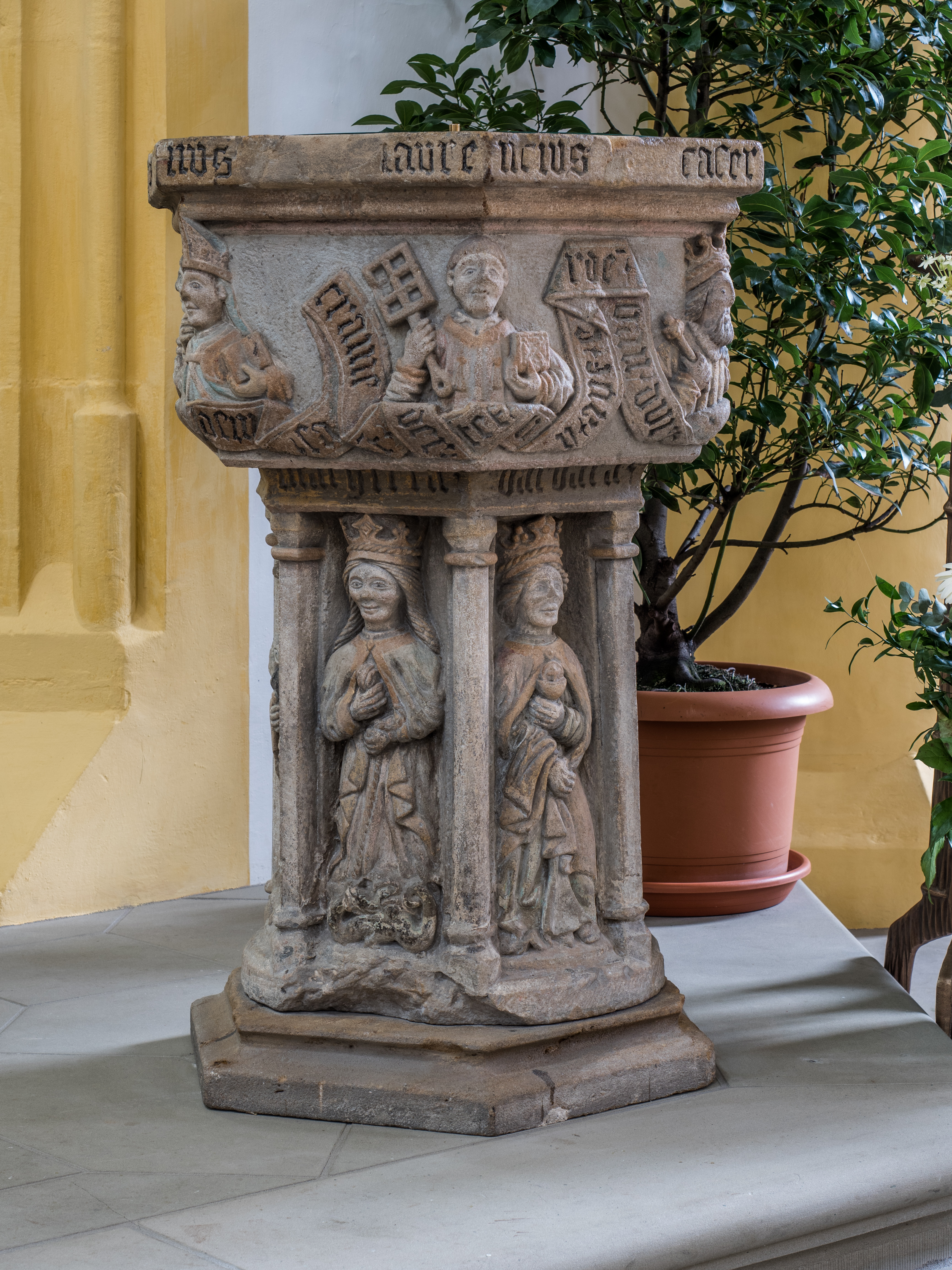
Taufbecken

Das reichverzierte, spätgotische Taufbecken wird auf 1460 datiert. Der sechseckige Sandsteinschaft ist mit Inschrift und mit Reliefdarstellungen von sechs heiligen Frauen und ihren Attributen geschmückt. Dies sind Dorothea mit Blumenkorb, Katharina mit Schwert und Rad, Maria Magdalena mit Salbgefäß, Ottilie mit Buch und Augen, Margareta mit Drachen und Barbara mit Kelch. Das Becken verzieren am Rand an den Kanten Halbfigurenreliefs der Heiligen Martin mit Mitra und Bischofsstab, Heinrich mit Krone und Zepter, Johannes der Täufer, Jakobus mit Pilgerstab, Stephanus mit Steinen und Laurentius mit einem Rost.

### Orgel
Die 1990 von den Gebrüder Mann aufgestellte Orgel überarbeitete der Bamberger Orgelbauer Eichfelder aufgrund erheblicher Mängel im Jahr 2011 komplett. Seitdem hat sie 28 Register und zwei Manuale auf Pedal.